# Sergej Litvinov
Sergej Nikolajevič Litvinov (rusko Сергей Николаевич Литвинов), ruski atlet, * 23. januar 1958, Cukorova Balka, Krasnodarski kraj, Sovjetska zveza, † 19. februar 2018.
Litvinov je nastopil na dveh poletnih olimpijskih igrah, v letih 1980 v Moskvi in 1988 v Seulu, leta 1984 v Los Angelesu pa zaradi bojkota svoje države ni mogel tekmovati. Leta 1988 je osvojil naslov olimpijskega prvaka v metu kladiva, leta 1980 pa olimpijskega podprvaka. Na svetovnih prvenstvih je osvojil naslov prvaka v letih 1983 v Helsinkih in 1987 v Rimu, na evropskih prvenstvih pa srebrno medaljo leta 1986 v Stuttgartu in bron leta 1982 v Atenah. 24. maja 1980 je prvič postavil svetovni rekord v metu kladiva s 81,66 m. Julija istega leta ga je izboljšal Jurij Sedih, 4. junija 1982 s 83,98 m in 21. junija 1983 s 84,14 m pa ga je dvakrat zapored popravil Litvinov. Rekord je veljal do junija 1984, ko ga je ponovno prevzel Sedih.
Njegov sin Sergej Litvinov mlajši je prav tako tekmovalec v metu kladiva.

## Pregled nastopov
| Leto                                 | Tekmovanje                           | Prizorišče                           | Uvrstitev                            | Rezultat                             |
| Tekmovalec za državo Sovjetska zveza | Tekmovalec za državo Sovjetska zveza | Tekmovalec za državo Sovjetska zveza | Tekmovalec za državo Sovjetska zveza | Tekmovalec za državo Sovjetska zveza |
| ------------------------------------ | ------------------------------------ | ------------------------------------ | ------------------------------------ | ------------------------------------ |
| 1980                                 | Poletne olimpijske igre              | Moskva                               | 2.                                   | 80,64 m                              |
| 1982                                 | Evropsko prvenstvo                   | Atene                                | 3.                                   | 78,66 m                              |
| 1983                                 | Svetovno prvenstvo                   | Helsinki                             | 1.                                   | 82,68 m                              |
| 1984                                 | Igre prijateljstva                   | Moskva                               | 3.                                   | 81,30 m                              |
| 1986                                 | Igre dobre volje                     | Moskva                               | 2.                                   | 84,64 m                              |
| 1986                                 | Evropsko prvenstvo                   | Stuttgart,                           | 2.                                   | 85,74 m                              |
| 1987                                 | Svetovno prvenstvo                   | Rim                                  | 1.                                   | 83,06 m (CR)                         |
| 1988                                 | Poletne olimpijske igre              | Seul                                 | 1.                                   | 84,80 m (OR)                         |
| Tekmovalec za državo Rusija          |                                      |                                      |                                      |                                      |
| 1993                                 | Svetovno prvenstvo                   | Stuttgart                            | 7.                                   | 78,56 m                              |